# Cleora trisinuata
Cleora trisinuata är en fjärilsart som beskrevs av W. Warren 1898. Cleora trisinuata ingår i släktet Cleora och familjen mätare. Inga underarter finns listade i Catalogue of Life.